# Енергетична криза в Нігерії
Енергетична криза в Нігерії — це криза яка склалася в Нігерії внаслідок нестачі пального для генераторів домогосподарств та боргу уряду перед постачальниками нафтопродуктів. Основний спалах кризи припав на 2015 рік.

## Передумови
Населення ще починаючи з 2012 року активно крало нафту з місцевих нафтопроводів. Напередодні кризи в Нігерії відбувся спалах Еболи. На території країни постійно відбуваються релігійні війни та теракти.
Однією з причин кризи називають падіння цін на нафту.

## Перебіг
Нестача палива для генераторів потягла за собою проблеми з постачанням електроенергії, що відобразилося на життєдіяльності міст.
Нова влада на чолі з президентом Моххамаду Бухарі звинувачує в усьому попередній уряд. На початку кризи не працювали громадські установи та транспорт. Частково обмежено рух літаків.